# Sam Houston

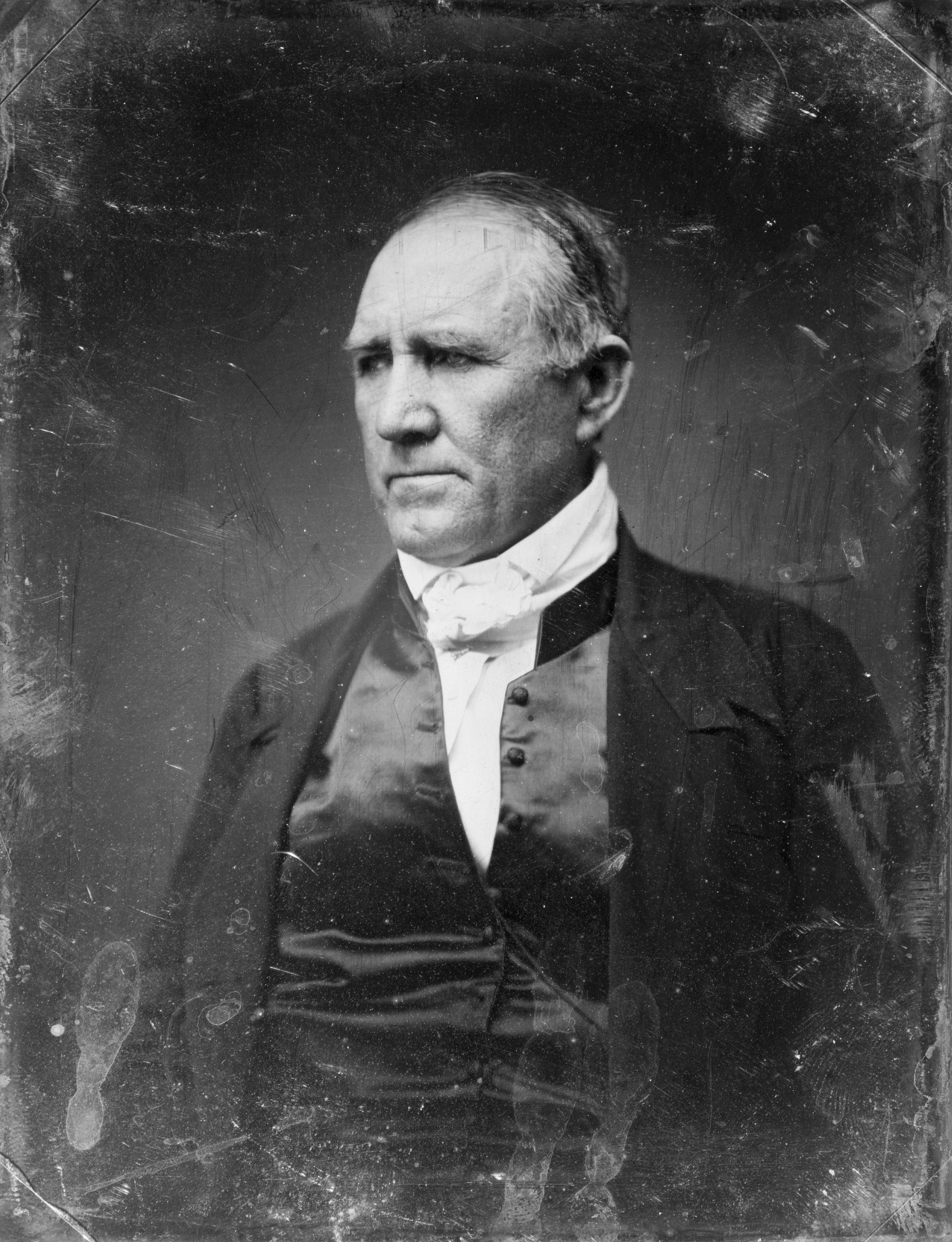
Sam Houston

Sam Houston, plným jménem Samuel Houston (2. března 1793 Rockbridge County, Virginie – 26 . červenec 1863 Huntsville, Texas) byl americký politik a generál. Je jednou z klíčových osobností historie státu Texas. Jeho jméno nese město Houston, čtvrté největší město USA.

## Životopis
Otec Sama Houstona, Samuel Houston, byl členem oddílu Morgan's Rifle Brigade v Americké válce za nezávislost. Sam Houston se po smrti svého otce stal členem regimentu v Britsko-americké válce v roce 1812. Za své činy si získal obdiv samotného Andrewa Jacksona. V roce 1817 ho Jackson pověřil úkolem vystěhovat Čerokéze z Tennessee do Arkansasu, což se Houstonovi podařilo.
V roce 1818 absolvoval právnické zkoušky a začal působit v Nashville. Stal se také velitelem domobrany státu Tennessee. V roce 1822 byl zvolen do Sněmovny reprezentantů za Tennessee. Byl členem Kongresu od roku 1823 do roku 1827. V roce 1827 se zúčastnil guvernérských voleb v Tennessee, které vyhrál. V roce 1828 plánoval ucházet se o své znovuzvolení, ale od tohoto plánu upustil po rozpadu svého prvního manželství. V roce 1829 se podruhé oženil s devatenáctiletou Elizou Allenovou, která ho však několik měsíců po svatbě opustila. 9. května 1847 se oženil potřetí s Margarett Moffettovou. Toto manželství trvalo až do jeho smrti a manželé měli spolu osm dětí, z nichž například syn Andrew Jackson Houston byl senátorem za stát Texas.

### Generál texaské armády
Sam Houston přišel do Texasu v prosinci 1832. Jako člen texaského konventu se zúčastnil jeho památného zasedání v roce 1833, na němž byla schválena žádost o připojení k Spojeným státům. Sam byl jednoznačným zastáncem připojení. V listopadu 1835 se stal generálem texaské armády. Po masakru Texasanů mexickou armádou v bitvě u Alama Houston začal ihned s organizováním texaských dobrovolníků. V průběhu měsíce se jim podařilo dosáhnout rozhodující vítězství nad mexickou armádou v bitvě u San Jacinto, čehož výsledkem bylo podepsání mírové smlouvy ve Velascu, kde Texas získal nezávislost.

### Prezident Texaské republiky
Sam Houston byl dvakrát zvolen prezidentem Texaské republiky. Ve volbách v roce 1836 porazil Stephena F. Austina se 79 procentním ziskem hlasů. Již během svého prvního funkčního období se snažil o připojení Texaské republiky ke Spojeným státům. V průběhu svých funkčních období se snažil o vyrovnané vztahy s Mexikem, jehož vojska uskutečnila invazi do Texasu dvakrát v roce 1842.

### Senátor za stát Texas
Texas byl anektován Spojenými státy 18. února 1845, co si přála většina Texasanů a tento akt byl oficiálně potvrzen Kongresem 1. března 1845. Za Texas byli do Senátu zvoleni dva zástupci, Sam Houston a Thomas Jefferson Rusk. Sam Houston byl senátorem do roku 1849 a byl neoficiálním kandidátem Demokratické strany na amerického prezidenta. Podporoval vypuknutí mexicko-americké války a byl zklamaný, že po vítězství USA neanektovali Američané celé území Mexika. Podpořil dohodu s Británii o rozdělení Oregonu. Ačkoli sám byl vlastníkem rozsáhlé farmy, razantně se postavil proti snaze jižních států o rozšíření otroctví.

### Guvernér Texasu
V roce 1859 byl v druhém kole zvolen texaským guvernérem. Je dosud jediným mužem v historii USA, který byl guvernérem dvou amerických států. V roce 1861 odstoupil, když Texas tehdy vystoupil z USA a vstoupil do společenství sedmi otrokářských států, které se nazývalo Konfederované státy americké. Prezident Abraham Lincoln mu nabídl vojsko v síle 50 000 mužů, aby vstupu Texasu do jižanské unie zabránil, Houston ale tuto pomoc odmítl, aby nedošlo ke krveprolití.